# Todd County, Kentucky
Todd County är ett administrativt område i delstaten Kentucky, USA, med 12 460 invånare. Den administrativa huvudorten (county seat) är Elkton.

## Geografi
Enligt United States Census Bureau har countyt en total area på 976 km². 974 km² av den arean är land och 2 km² är vatten.

### Angränsande countyn
- Muhlenberg County - norr
- Logan County - öst
- Robertson County, Tennessee - sydost
- Montgomery County, Tennessee - sydväst
- Christian County - väst

### Orter
- Elkton (huvudort)
- Fairview (delvis i Christian County)
- Guthrie
- Trenton